# Anisozyga scitissimaria
Anisozyga scitissimaria är en fjärilsart som beskrevs av Walker 1863. Anisozyga scitissimaria ingår i släktet Anisozyga och familjen mätare. Inga underarter finns listade i Catalogue of Life.